# Эллеёган
Эллеёган (устар. Элле-Еган) — река в России, протекает по Ханты-Мансийскому АО. Устье реки находится в 42 км по правому берегу реки Глубокий Сабун. Длина реки составляет 81 км, площадь водосборного бассейна 514 км².

## Притоки
- В 37 км от устья, по правому берегу реки впадает река Айигол.
- В 54 км от устья, по левому берегу реки впадает река Вонтъёган

## Данные водного реестра
По данным государственного водного реестра России относится к Верхнеобскому бассейновому округу, водохозяйственный участок реки — Вах, речной подбассейн реки — бассейн притоков (Верхней) Оби от Васюгана до Ваха. Речной бассейн реки — (Верхняя) Обь до впадения Иртыша.
Код объекта в государственном водном реестре — 13011000112115200039207.